# جیمز متیس
جیمز مَتیس(انگلیسی: James Mattis؛ زادهٔ ۸ سپتامبر ۱۹۵۰) ۲۶مین وزیر دفاع ایالات متحده آمریکا در کابینه دونالد ترامپ و ژنرال بازنشسته سپاه تفنگداران دریایی ایالات متحده آمریکا بود که در ۲۱ دسامبر ۲۰۱۸ استعفا کرد. او از سال ۲۰۱۰ تا ۲۰۱۳ به عنوان یازدهمین فرمانده ستاد فرماندهی مرکزی ایالات متحده آمریکا مشغول فعالیت بود. پیش از آن که باراک اوباما در سال ۲۰۱۰ وی را جانشین دیوید پترائوس سازد، متیس فرماندهی یگان نیروهای مشترک آمریکا و به‌طور هم‌زمان سرفرماندهی تحول نظامی ناتو را به عهده داشت. وی که زاده شهر پولمن در ایالت واشینگتن است پس از ۴۴ سال خدمت نظامی در مه ۲۰۱۳ بازنشسته شد.
وی همچنین برندهٔ جوایزی همچون نشان ستاره برنزی شده‌است. دونالد ترامپ رئیس‌جمهور منتخب، متیس را برای تصدی وزارت دفاع در دولت خود برگزید و متیس پس از کسب رای اعتماد سنا (۹۸–۱) از ۲۰ ژانویه ۲۰۱۷ مشغول به کار شد.
تحلیلگران دلیل بازنشستگی زودهنگام ژنرال مَتیس در دولت اوباما را اصرار و توصیه وی بر درگیری نظامی با جمهوری اسلامی ایران می‌دانند.
ژنرال جیمز متیس در ۲۱ دسامبر ۲۰۱۸ از سمت خود در وزارت دفاع استعفا کرد. پرزیدنت ترامپ در توییتی خبر استعفای وی را اعلام و گفت بزودی گزینه جدید وزارت دفاع معرفی می‌شود.
در ۲۳ دسامبر ۲۰۱۸ پرزیدنت ترامپ پاتریک شنهان را گزینهٔ وزارت دفاع معرفی کرد

## دیدگاه‌های سیاسی

### روند صلح اسرائیل و فلسطینی‌ها
مَتیس از مدل چاره دو کشوری برای صلح اسرائیل-فلسطینی پشتیبانی می‌کند. او می‌گوید وضعیت فعلی در اسرائیل «ناپایا» است و استدلال می‌کند که شهرک‌ها به چشم‌اندازهای صلح آسیب می‌رساند و منجر به آپارتاید می‌شود. او معتقد است نبود یک راه حل دو کشوری متحدین عرب آمریکا را دارد ناخرسند می‌کند. متیس در فرایند صلح خاورمیانه از جان کری حمایت می‌کرد و از او به خاطر تمرکز عاقلانه بر راه حل دو کشوری ستایش کرده‌است.

### ایران و متحدین عرب
متیس معتقد است ایران، بالاتر از القاعده و داعش، تهدیدکنندهٔ اصلی ثبات خاورمیانه است. متیس می‌گوید: «در نظر من داعش چیزی بیش از بهانه‌ای برای این که ایران به رفتار نادرست خود ادامه دهد، نیست. ایران دشمن داعش نیست. آن‌ها از ناآرامی در منطقه که داعش می‌آفریند خیلی سود می‌برند.» به هر روی، گرچه او توافق هسته‌ای را ضعیف می‌داند، معتقد است هیچ راهی برای عقب نشستن از آن وجود ندارد: «ما باید بپذیریم که توافق ناکاملی برای کنترل تسلیحات داریم. در ثانی، این که آنچه بدان دست یافته‌ایم یک مکث هسته‌ای است نه یک توقف کامل هسته‌ای.»
متیس در مصاحبه‌ای که با مؤسسه هوور در تاریخ مارس ۲۰۱۵ داشت دربارهٔ داعش بیان کرد «داعش از نظر ایجاد خدمات اجتماعی مانند حزب‌الله لبنان است که از طرف رژیم ایران حمایت می‌شود و از نظر جنگی و خشونت مانند طالبانی است که استریوید مصرف کرده‌است» و در پاسخ به سؤال «آیا ایالات متحده آمریکا می‌تواند از پس حکومت ایران -از نظر نظامی- برآید ؟» گفت: «بله. بدون شک». متیس در پاسخ به سؤالی که بیان شد «به نظر شما راه حل مبارزه با اسلام رادیکال چیست؟» گفت: «مشکل اسلام زمانی شروع شد که پیامبر آن‌ها فوت کرد و به دو گروه تقسیم شدند و اکنون ما باید متحدانی در منطقه پیدا کنیم که به آرمان‌های ما اعتقاد دارند مانند امارات متحده که به جدایی دین و سیاست اعتقاد دارند و نمی‌خواهند قانون شریعت را پیاده کنند» او در ادامه گفت «حزب‌الله لبنان که از طرف -رژیم- ایران حمایت می‌شود بعد از انفجار سفارت آمریکا در بیروت رسماً به آمریکا اعلام جنگ کردند و بعد از آن شروع به کشتن آمریکایی‌ها کردند ولی نباید فراموش کنیم که تصمیم اصلی این اعلام جنگ در تهران و توسط مقامات بالای -جمهوری اسلامی- ایران گرفته شد و ما-آمریکا- هیچ کاری نکردیم» او در ادامه گفت «ما برای حل مشکل اسلام تروریستی باید به ریشه آن توجه کنیم و ببینیم چه رفتاری را نمی‌پذیریم».
متیس از باراک اوباما به دلیل خامی در خصوص نیات ایران و از کنگره به خاطر «تقریباً غایب بودن» از توافق هسته‌ای با ایران انتقاد کرده بود. گمان رفته دیدگاه‌های متیس در خصوص ایران دلیل بازنشستگی او از سوی اوباما بوده باشد.
متیس دوستی متحدین منطقه‌ای آمریکا نظیر اردن و امارات متحده عربی را ستوده‌است. او از باراک اوباما به خاطر این دیدگاهشان که متحدین را در حال مفت سواری دانسته‌اند انتقاد کرده و گفته: «این که یک رئیس‌جمهور حاکم آمریکا متحدین ما را مفت سوار بداند دیوانه وار است.» او بر اهمیت امارات و اردن به عنوان کشورهایی که برای مثال می‌خواهند در پر کردن شکاف‌ها در افغانستان کمک کنند تأکید کرده‌است. او از استراتژی دفاعی اوباما به این دلیل که این تلقی را ایجاد می‌کند که «داریم از حمایت از متحدینمان دست برمی‌داریم» انتقاد کرده بود. او بر نیاز آمریکا به تقویت پیوندها با سازمان‌های اطلاعاتی متحد خود، خصوصاً سازمان‌های اطلاعاتی اردن، مصر و عربستان سعودی تأکید کرده‌است. در سال ۲۰۱۲ متیس خواهان دادن سلاح به شورشیان سوری برای مقابله با واسطه‌های ایران در سوریه شد.
در ژوئیه ۲۰۱۷، متیس در مصاحبه‌ای با نشریه دبیرستان خود در واشینگتن، گفت مشکل مردم ایران نیستند، بلکه حکومت ایران است که برای ترور سفرا در پاکستان و واشینگتن عوامل خود را می‌فرستد و «نباید کاری کرد که مردم ایران با این حکومت نامحبوب متحد شوند. اگر هر دوی آن‌ها را تحت فشار قرار بدهید، نتیجه این است که آن‌ها به هم نزدیک خواهند شد. باید اطمینان حاصل کنیم که مردم ایران می‌دانند که ما با آن‌ها سر جنگ نداریم.»

## وزیر دفاع
دونالد ترامپ رئیس‌جمهور منتخب در ۲۰ نوامبر در بدمینستر، نیوجرسی با متیس دیدار کرد. او بعدتر در توییتر بیان داشت: «ژنرال جیمز متیس، که برای وزارت دفاع در حال بررسی است، دیروز خیلی اثرگذار بود. یک ژنرال واقعی!» ترامپ در ۱ دسامبر ۲۰۱۶ در یک سخنرانی در سینسینتی اعلام کرد متیس را برای وزیر دفاع ایالات متحده آمریکا نامزد خواهد کرد. از آنجا که متیس در سال ۲۰۱۳ از ارتش بازنشسته شده بود، نامزدی او نیازمند اخذ معافیت از لایحه امنیت ملی ۱۹۴۷ بود که برای کارکنان نظامی بازنشسته پیش از تصدی منصب وزارت دفاع یک بازهٔ انتظار ۷ ساله لازم می‌دارد. متیس دومین نفری است که پس از جرج مارشال این‌گونه به وزارت می‌رسد.
در فوریه ۲۰۱۷، متیس در حال بررسی امکان این بود که نیروی دریایی آمریکا مسیر یک کشتی ایرانی در خلیج فارس را سد کند، و کشتی را بازرسی کند تا ببیند برای شورشیان حوثی در یمن سلاح حمل می‌کند یا نه. درز اطلاعات باعث انصراف او از پیگیری این مسئله شد.

## زندگی شخصی

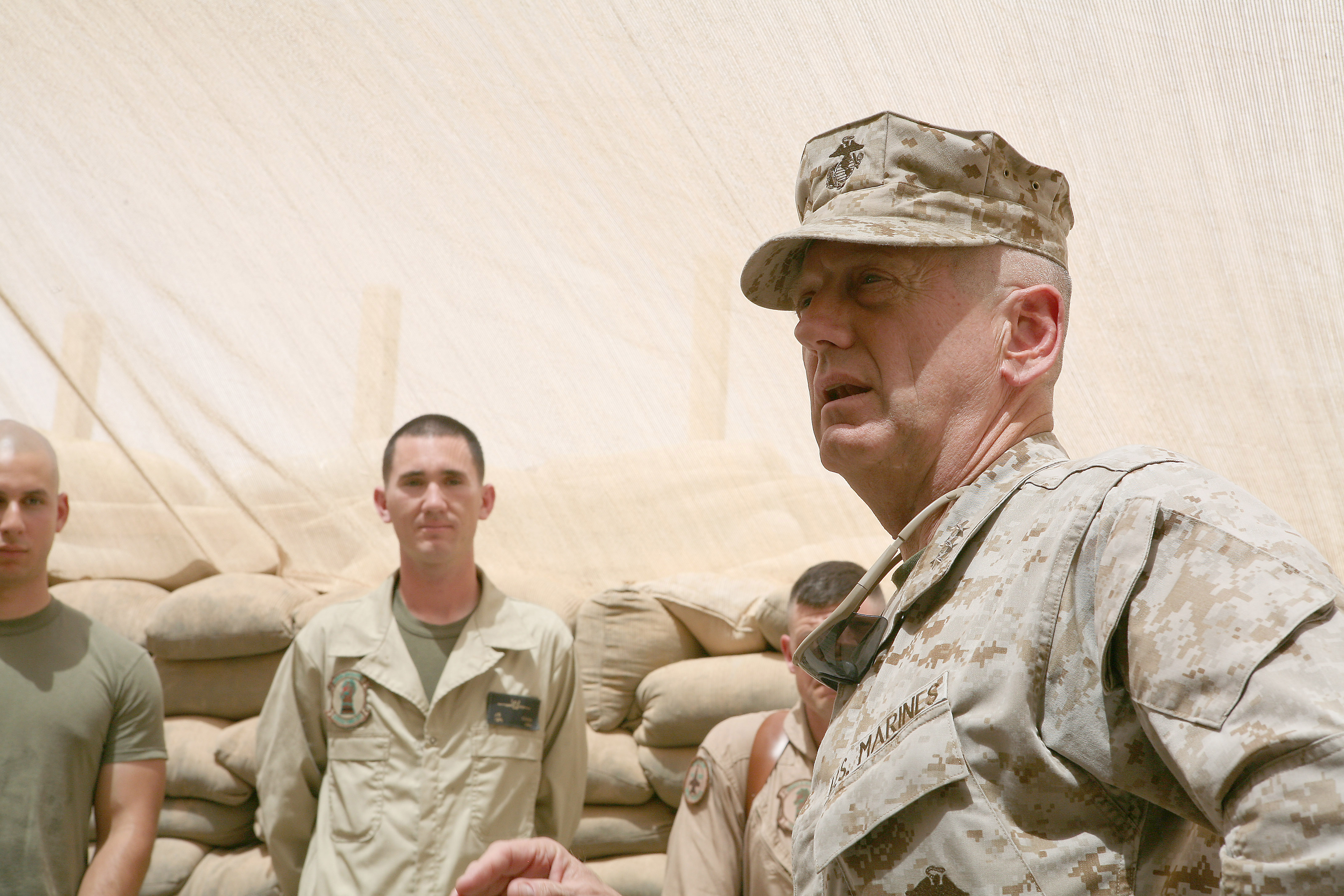
الاسد، عراق - سپهبد جیمز ماتیس، فرمانده فرماندهی مرکزی نیروی تفنگداران دریایی ایالات متحده، با تفنگداران دریایی بخش تعمیر و نگهداری از اسکادران 121 جنگنده جنگنده دریایی 121 در خط پرواز الاسد، در 6 مه صحبت می کند. پس از گفتگو. متیس از آنها استقبال کرد.

متیس دانش‌آموخته مدرسه جنگ‌افزار سپاه تفنگداران دریایی آمریکا، کالج کارکنان و فرماندهی سپاه تفنگداران آمریکا و کالج ملی جنگ است که در ۱۸ سالگی به ارتش پیوست. متیس همچنین به خاطر روشنفکری و علاقه به تاریخ نظامی، و داشتن یک کتابخانه شخصی با ۷۰۰۰ جلد کتاب، و میل شدید به دادن فهرستی از کتاب‌ها به تفنگداران تحت فرمانش که مطالعه‌شان اجباری بود معروف است. متیس متأهل نبوده و فرزندی ندارد. به او به خاطر زندگی مجردیش و این واقعیت که زندگیش را وقف مطالعه و جنگیدن کرده لقب «راهب جنگجو» داده‌اند.
متیس از زمان بازنشستگی برای مشاورین اف دابلیو ای کار کرده و عضو پیوسته مدعو ممتاز آننبرگ در انستیتو هوور است. او همچنین عضو هیئت مدیره جنرال داینمیکس است.

## جوایز نظامی
جوایز و افتخارات متیس عبارتند از:
| Bronze oak leaf cluster · ribbon · ribbon |                                         |                           |                           |  |  |  |  |
| ribbon                                    |                                         | Gold star · Gold star     | ribbon                    |  |  |  |  |
| ribbon                                    | ribbon                                  |                           | ribbon                    |  |  |  |  |
| ribbon                                    | ribbon                                  | Bronze star · Bronze star | Bronze star · Bronze star |  |  |  |  |
| Bronze star                               | Bronze star                             | Bronze star               | ribbon                    |  |  |  |  |
| ribbon                                    | Bronze star · Silver star · Bronze star | Bronze star               | ribbon                    |  |  |  |  |
|                                           |                                         | ribbon                    | ribbon                    |  |  |  |  |
|                                           |                                         |                           |                           |  |  |  |  |